# Bugenyuzi
Bugenyuzi är en kommun i Burundi. Den ligger i provinsen Karuzi, i den centrala delen av landet, 80 kilometer öster om Burundis största stad Bujumbura.